# Saint-Sandoux
Saint-Sandoux is een gemeente in het Franse departement Puy-de-Dôme (regio Auvergne-Rhône-Alpes) en telt 603 inwoners (1999). De plaats maakt deel uit van het arrondissement Clermont-Ferrand.

## Geografie
De oppervlakte van Saint-Sandoux bedraagt 9,8 km², de bevolkingsdichtheid is 61,5 inwoners per km².

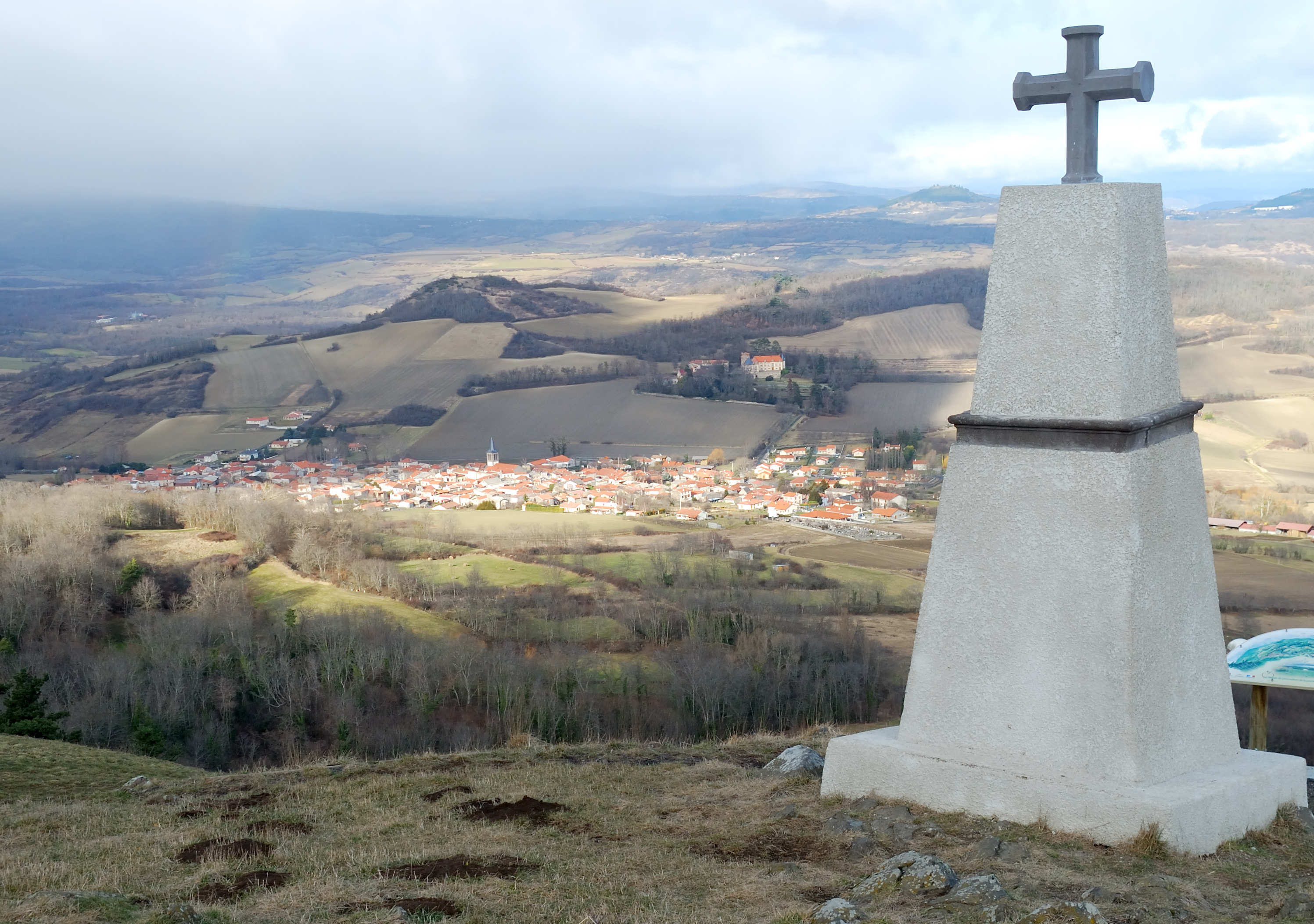
Saint-Sandoux

De onderstaande kaart toont de ligging van Saint-Sandoux met de belangrijkste infrastructuur en aangrenzende gemeenten.

## Demografie
Onderstaande figuur toont het verloop van het inwonertal (bron: INSEE-tellingen).